# Marta Szymańska
Marta Szymańska est une ancienne joueuse de volley-ball polonaise née le 26 février 1986 à Puck. Elle mesure 1,79 m et jouait au poste de passeuse. 

## Clubs
| Club                   | De        | À         |
| ---------------------- | --------- | --------- |
| UKS Trefl Gdynia       | 1997-1998 | 2004-2005 |
| SMS PZPS Sosnowiec     | 2001-2002 | 2004-2005 |
| Piast Szczecin         | 2005-2006 | 2008-2009 |
| Trefl Sopot            | 2009-2010 | 2009-2010 |
| Budowlani Łódź         | 2010-2011 | 2010-2011 |
| KPSK Stal Mielec       | 2011-2012 | 2011-2012 |
| BKS Stal Bielsko-Biała | 2012-2013 | 2013-2014 |
| MLKS Zawisza Sulechów  | 2014-2015 | 2014-2015 |